# إدوين غرانت ديكستر
إدوين غرانت ديكستر (بالإنجليزية: Edwin Grant Dexter)‏ هو مؤرخ أمريكي، ولد في 1868، وتوفي في 1938.